# 普隆比耶尔
普隆比耶尔（法語：Plombières，法語發音：[plɔ̃bjɛʁ]）是比利时列日省的一个语言便利市镇，东北角为比德荷三国交界点，人口10,401人（2018年1月1日）。普隆比耶尔是比利时法语社群的一部分，当地居民多数使用法语，少数使用德语和荷蘭語，市政部门为使用德语和荷兰语的少数人士在教育方面提供语言便利。

## 近景
- 法尔斯山
- 莫雷斯内特